# Bogusław Samol

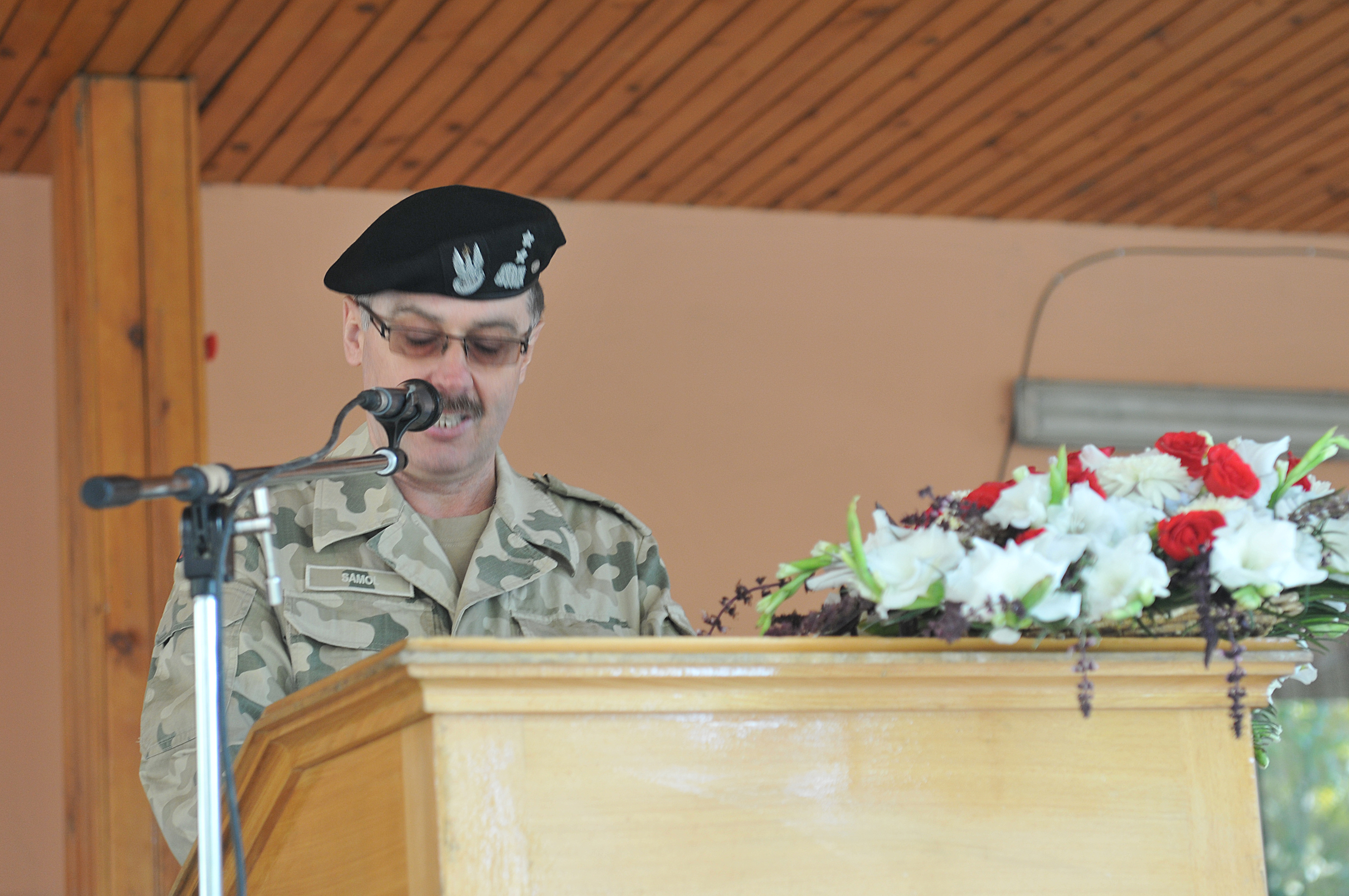
Bogusław Samol, 2011

Bogusław Samol (* 26. Februar 1959 in Kraśnik Fabryczny) ist ein polnischer Militär im Rang eines Generalleutnants.

## Leben
Im Jahr 1982 beendete er die Wyższa Szkoła Oficerska Wojsk Pancernych (Höhere Offiziersschule der Panzertruppe) in Poznań. Von 1982 bis 1985 war er Zugführer im 23. Pułk Czołgów (Panzerregiment) in Słubice. Im Jahr 1985 besuchte er ein Trainingszentrum für Offiziere in Warschau. Von 1985 bis 1986 war er stellvertretender Kommandeur und von 1986 bis 1989 schließlich Kommandeur eines Bataillons des 23. Pułk Czołgów. Von 1989 bis 1992 besuchte er die Malinowski-Militärakademie der Panzertruppen in Moskau.
Im Jahr 1992 war er zunächst Kommandeur eines Panzerbataillons des 42. Pułk Zmechanizowany (Mechanisiertes Infanterieregiment) in Żary, dann Kommandeur eines Infanteriebataillons des 29. Pułk Zmechanizowany in Żagań, und schließlich bis 1994 stellvertretender Kommandeur des 42. Pułk Zmechanizowany. Von 1994 bis 1995 war er stellvertretender Kommandeur des 29. Pułk Zmechanizowany. In den Jahren 1995 und 1997 besuchte er die Akademie für Nationale Verteidigung in Warschau. Von 1995 bis 1996 war er stellvertretender Kommandeur der 11. Mechanisierten Brigade in Żary und anschließend bis 1998 Kommandeur des 13. Pułk Zmechanizowany in Kożuchów. 
Im Jahr 1998 belegte er ein Postgraduiertenstudium der Fachrichtungen Jura und Verwaltung an der Adam-Mickiewicz-Universität in Poznań. Von 1998 bis 2004 war er Kommandeur der 10. gepanzerten Kavallerie-Brigade in Świętoszów. Im Jahr 2004 besuchte er das NATO Defense College in Rom. Von 2004 bis 2005 war er stellvertretender Leiter der Abteilung P2 im Polnischen Generalstab. Von 2005 bis 2006 war er Reservekader beim Polnischen Verteidigungsministerium. Im Jahr 2006 besuchte er die National Defense University in Washington, D.C. Von 2007 bis 2009 war er Leiter der Abteilung P8 im Polnischen Generalstab.
Von 2009 bis 2011 kommandierte er die 16. Mechanisierte Division in Elbląg. Gleichzeitig war er von 2010 bis 2011 stellvertretender Leiter der Abteilung Materialbeschaffung am Hauptquartier der ISAF in Kabul. Von 2011 bis 2012 arbeitete er im
Kommandozentrum der polnischen Streitkräfte in Warschau. Im Jahr 2012 wurde er beim Multinationalen Korps Nord-Ost in Stettin zunächst stellvertretender Kommandeur und dann als Nachfolger von Rainer Korff bis 2015 dessen Kommandeur. In den Jahren 2016 und 2017 war er Berater im Polnischen Verteidigungsministerium.

## Quelle
- Biografie auf den Seiten des Multinationalen Korps Nord-Ost (englisch) [abgerufen am 31. März 2018]